# Burnie Peacock
Bernard „Burnie“ L. Peacock (auch Bernie oder Burney Paecock, * 2. Juni 1921 in Columbia, Maury County, Tennessee; † 6. Dezember 1997) war ein US-amerikanischer Rhythm-&-Blues- und Jazzmusiker (Altsaxophon).

## Leben und Wirken
Peacock lernte zunächst Klarinette, bevor er als Jugendlicher zum Altsaxophon wechselte. Um 1938 brach er die Ausbildung am Tennessee State College ab, um nach Detroit zu ziehen, wo er in lokalen Bands spielte, bis er schließlich bei Jimmy Raschel in Chicago arbeitete. Während des Zweiten Weltkriegs diente er ab 1942 in der US-Marine und spielte bis 1945 in Militärkapellen. Nach Kriegsende arbeitete er bei Don Redman, von 1945 bis 1953 bei Lucky Millinder; daneben wirkte er bei Aufnahmen von Annisteen Allen, Paul Bascomb, Panama Francis und Bull Moose Jackson mit. Ende der 1940er-Jahre spielte er auch bei Cab Calloway, Buddy Tate und im Count Basie Orchestra, mit dem er 1948 im Royal Roost auftrat. Anfang der 1950er-Jahre gehörte er der Band von Bull Moose Jackson an und leitete Earl Bostics Band, während dieser sich von einem Verkehrsunfall erholte; in dieser Zeit arbeitete er ansonsten vorwiegend als Sessionmusiker. In dieser Zeit nahm er auch mit Kenny Kersey, Hot Lips Johnson und Gladys Bruce/Jimmy Mundy auf.
Ende 1951 nahm er mehrere Titel wie „(It’s a) Sin“ unter eigenem Namen für King Records auf (Burnie Peacock and His Orchestra, mit Tyree Glenn, Teddy Brannon, Everett Barksdale, Aaron Bell, Jimmy Crawford); ab 1952 leitete er eine eigene Band, mit der im Rahmen der USO tourte und während des Koreakriegs zur Truppenunterhaltung auftrat. Im August 1952 nahm er erneut für King auf („Dog Days“/„My Blue Heaven“) und zwei Mambo-Nummern. Im Bereich des Jazz war er zwischen 1945 und 1953 an 45 Aufnahmesessions beteiligt, zuletzt mit Ruth Brown.
Ende 1954 wurde er mit dem Vorwurf inhaftiert, seinen Agenten beraubt zu haben. zu einem weiteren Rechtsstreit kam es um 1963, als er die General Artists Corporation wegen ausstehender Gagen verklagte. Um 1964 leitete er in Detroit eine eigene Jazzband; in späteren Jahren war er beim Arbeitsamt der City of Detroit beschäftigt.

## Lexikalischer Eintrag
- Howard Rye,Burnie Peacock. In: Barry Kernfeld (Hrsg.), The New Grove Dictionary of Jazz. 2. Auflage.